# André Durst
Pour les articles homonymes, voir Durst (homonymie).
André Durst, né à Puteaux le 12 mars 1895 et mort à Rueil-Malmaison le 28 mai 1983, est un dessinateur, scénariste et musicien français. 

## Biographie
Fils de Jean Baptiste Auguste Durst et de Marie-Ange Irma Blanchetête, il commence sa carrière de dessinateur dans le journal illustré Midinette et va collaborer à de nombreux magazines et journaux tels que Dimanche illustré, Junior, L'Épatant, Francette, Riquet, Cadet revue ou Flic et Floc.
Il expose au Salon des humoristes de 1929 Symbole et Légende. 
On lui doit aussi des bandes dessinées pour enfants comme la série des Nounouche (1939-1956) et Dédé le petit pélican (1948) sous son nom mais aussi la série des Gnouf (1946), Mignonnet et Lolotte (1946), Dydo (1949-1950) sous le pseudonyme de Durane.